# Bahnhof Aviemore

Bei dem Bahnhof Aviemore handelt es sich um den Bahnhof der schottischen Ortschaft Aviemore in der Council Area Highland. Die Station wurde 1863 eröffnet. Das heutige, 1892 errichtete Bahnhofsgebäude wurde 1986 in die schottischen Denkmallisten zunächst in der Kategorie B aufgenommen. Die Hochstufung in die höchste Denkmalkategorie A erfolgte 1998.

## Geschichte
Mit dem Neubau der Inverness and Perth Junction Railway wurde der Bahnhof Aviemore am 3. August 1863 eröffnet. In den 1890er Jahren trieb die durch Fusion entstandene Eigentümerin Highland Railway den Bau der Inverness and Aviemore Direct Railway voran, die eine um etwa 42 Kilometer verkürzte Streckenführung nach Inverness bedeutete. An ihrem Endbahnhof Aviemore zweigte die neue Strecke von jener der Inverness and Perth Junction Railway ab, die weiter Richtung Forres führte. Um den Anforderungen an einen Trennungsbahnhof zu genügen, erfolgte 1892 der Neubau der Einrichtung. Planer war William Robert, der leitende Ingenieur des Gesamtprojekts. Am 8. Juli 1892 wurde das erste Teilstück zwischen Aviemore und Carrbridge in Betrieb genommen. Die Gesamtstrecke bis Inverness wurde erst im November 1898 fertiggestellt.
Der an der Nordseite befindliche Güterbereich des Bahnhofs wurde zu Zeiten des Ersten Weltkriegs durch kanadische Kräfte um eine Schmalspurbahn (Spurweite: 2 Fuß (610 mm)) ergänzt. Diese führte in die bewaldete Region südöstlich von Aviemore und diente der Holzgewinnung infolge der kriegsbedingt nicht mehr zugänglichen Holzquellen im Baltikum. 1942 wurde ein Rangierbahnhof an der Nordseite eingerichtet. Dieser diente der Zusammenstellung von Zügen nach Edinburgh beziehungsweise Glasgow (die Streckenteilung erfolgte jenseits von Perth). Mit der Eröffnung des Rangierbahnhofs Perth im Jahre 1962 wurde der Rangierbahnhof Aviemore aufgelassen. Die ursprüngliche Strecke der Inverness and Perth Junction Railway zwischen Aviemore und Forres wurde infolge der Beeching-Axt 1965 aufgelassen. 1997 wurde die Modernisierung des Bahnhofs Aviemore begonnen und diese im Folgejahr abgeschlossen.

## Verkehr
Der von ScotRail betriebene Bahnhof Aviemore wird von Zügen auf der Highland Main Line bedient. Mit dem ebenfalls über die Highland Main Line verkehrenden Nachtzug Caledonian Sleeper besitzt der Bahnhof eine direkte Verbindung mit London. 1998 erwarb die als Museumsbahn betriebene Strathspey Railway, die zuvor einen eigenen Bahnhof in Aviemore nutzte, mit der Bahnhofsmodernisierung Rechte zur Nutzung des östlichen Gleises. Bezogen auf die Passagierzahlen ist Aviemore nach dem Bahnhof Inverness der zweitfrequentierteste Bahnhof in Highland. Der Bahnhof ist zeitweise besetzt.

## Beschreibung
Der Bahnhof liegt im Süden von Aviemore. Er gilt als hervorragend erhaltenes Beispiel für einen Bahnhofsanlage in den Highlands aus dem späten 19. Jahrhundert und ist in seinem Aufbau das einzige erhaltene Exemplar der Region. Er verfügt über drei Bahnsteige, wobei die mittige Insel über eine Fußgängerbrücke zugänglich ist. Die Anlage umfasst außerdem das Bahnhofsgebäude mit Wartesaal an der Westseite, das analog dem Schutzdach auf der Insel detailliert ist. An den Holzbau mit farblich kontrastierenden, ornamentierten Windbrettern schießt sich das auf gusseisernen Pfeilern ruhende Schutzdach an. Die Zwickel der Pfeiler sind mit Schneeflockenmotiven ornamentiert. Am Südgiebel sind der Neogotik entlehnte, spitzbogige Maßwerke eingelassen. Die Satteldächer sind schiefergedeckt. Der sieben Achsen weite Schutzdachkomplex auf der Insel umfasst auch einen Büroraum. Der gusseiserne Fußgängerübergang mit typischer Detaillierung befindet sich an der Südseite. Gegenüber des Bahnhofs befindet sich das denkmalgeschützte Cairngorm Hotel.

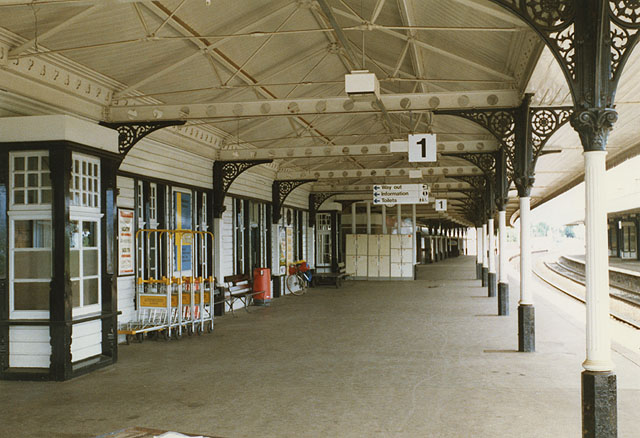
Blick entlang des Bahnsteigs
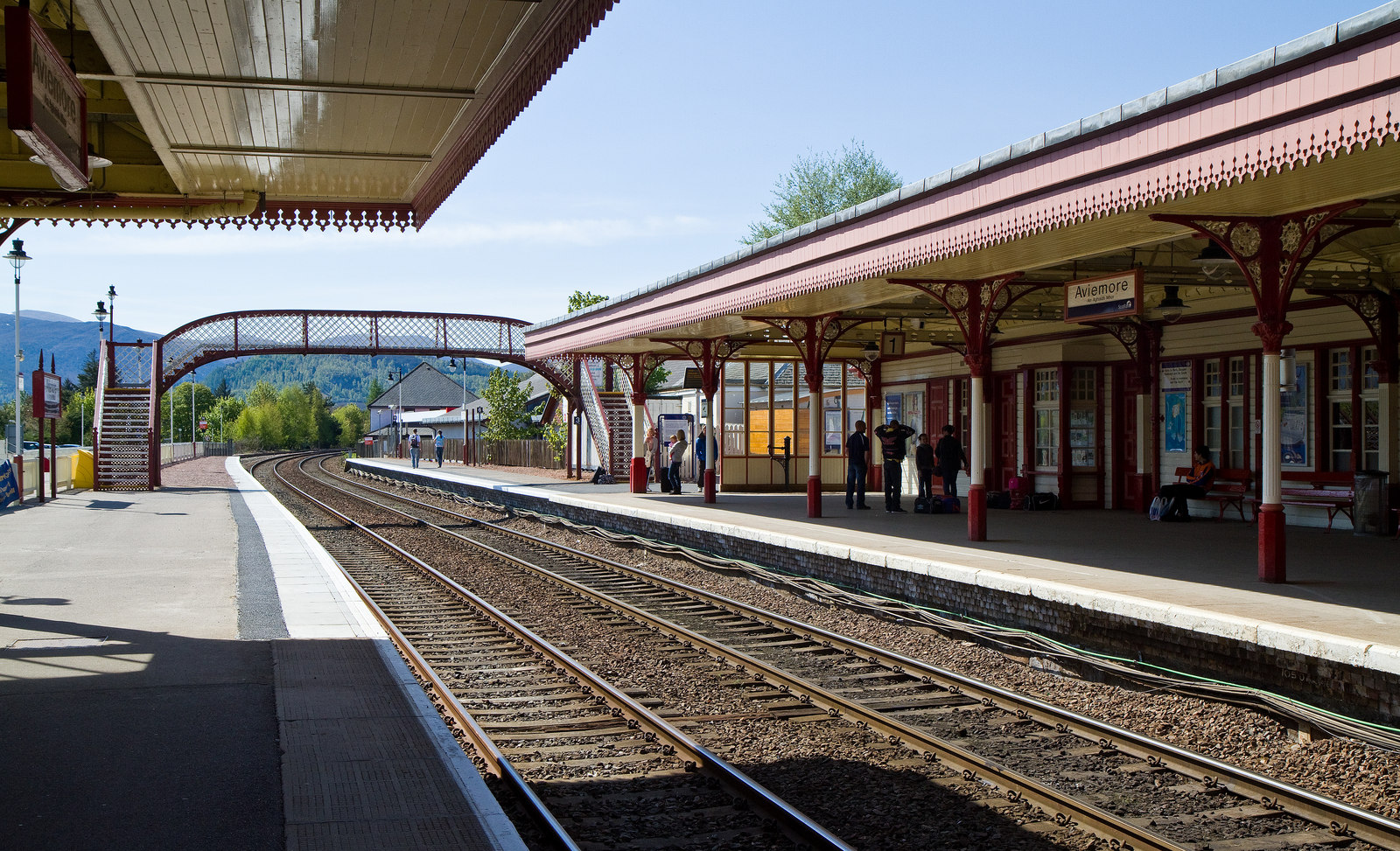
Blick von der Insel
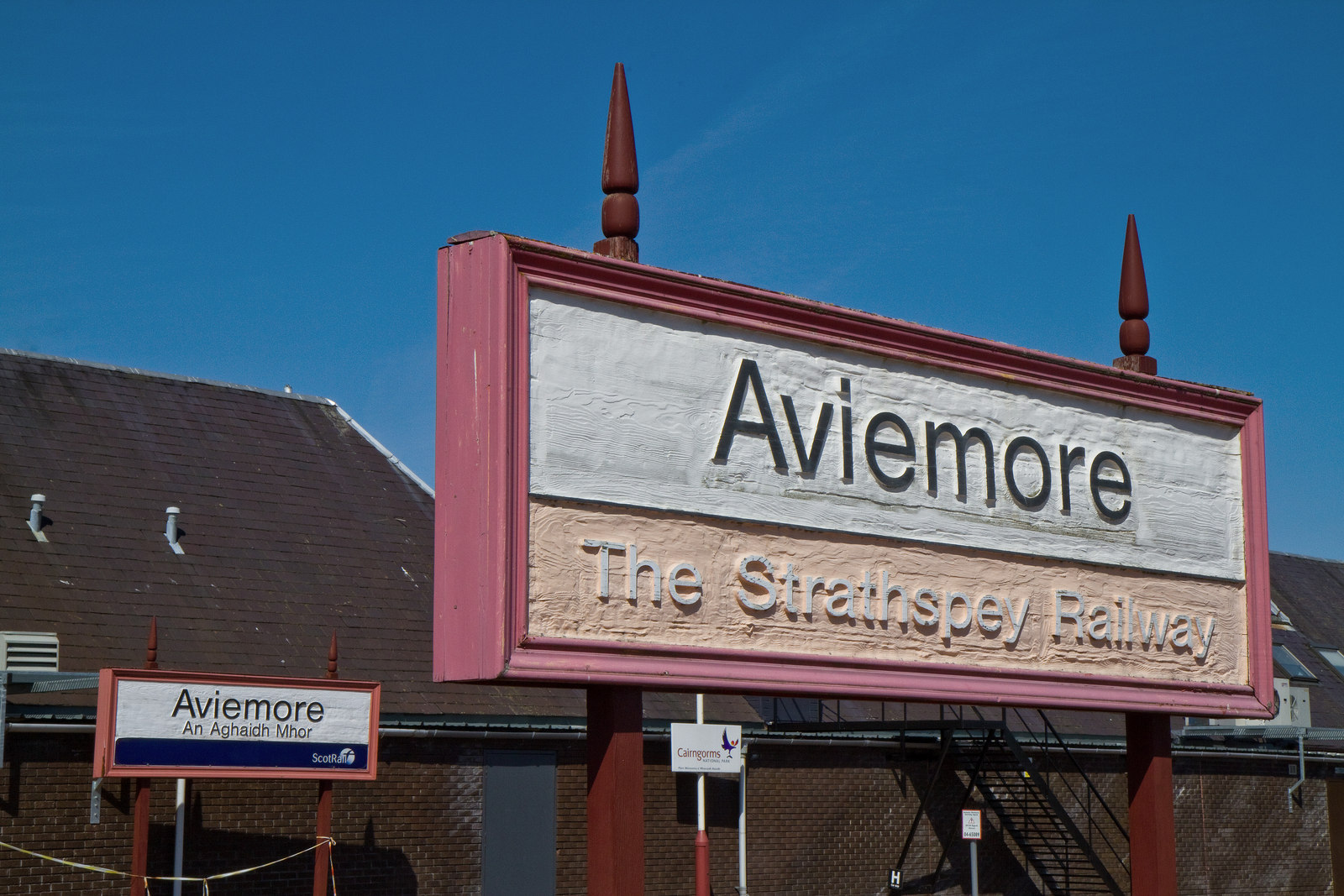
Schild der Museumsbahn